# Glicogènesi
La glicogènesi (o glucogènesi) és la via anabòlica que permet la síntesi de glicogen a partir de molècules de glucosa. Aquest glicogen constitueix aleshores una reserva de glucosa que pot tornar a ser alliberada durant la glicogenòlisi. L'equació química de la reacció és:
n C₆H₁₂O₆ (glucosa) → (C₆H10O₅)n (glicogen) + (n-1) H2O
Dins el cos humà, la glicogènesi és estimulada per la insulina, evitant l'acumulació de glucosa dins la sang.
La glicogènesi és la ruta inversa de la glicogenòlisi (afavorida pel glucagó i desfavorida per la insulina), que allibera molècules de glucosa-6-fosfat que poden donar molècules de glucosa.
La funció del glicogen és la d'emmagatzematge d'energia. La glicogènesi té lloc a la majoria dels teixits, però els més importants són el fetge i el múscul. La funció del glicogen hepàtic és la de proporcionar glucosa a la sang en els períodes interalimentaris i la del glicogen muscular és la d'aportar glucosa per tal que es pugui obtenir energia al mateix múscul durant l'exercici físic.
La glicogènesi és un procés molt important en els animals, ja que si la glucosa no es pogués "empaquetar", aquesta ocuparia molt espai en el nostre cos. La formació de glicogen permet que els enzims productors i degradadors tinguin un ràpid accés a la glucosa i a més, la longitud de les cadenes i el grau de ramificació de la glucosa en el glicogen permet optimitzar la capacitat de reserva i accessibilitat.

## Passos del procés
- La glucosa es transforma en glucosa-6-fosfat mitjançant els enzims glucocinases i hexocinases. La glucosa-6-fosfat també pot agafar-se directament de la gliconeogènesi.
- La glucosa-6-fosfat és transformada en glucosa-1-fosfat per la fosfoglucomutasa, passant prèviament pel metabòlit intermediari glucosa-1,6-difosfat.
- La glucosa-1-fostat es converteix en uridinadifosfat-glucosa en unir-se amb una molècula de trifosfat d'uridina en una reacció catalitzada per l'enzim UDP-glucosa-fosforilasa. En aquesta reacció es forma pirofosfat, que serà degradat a dues molècules de fosfat gràcies a la pirofosfatasa.
- La glicogenina, que té un residu de tirosina a totes les seves subunitats, serveix d'àncora per al glicogen, ja que accepta residus de glucosa mitjançant la unió al grup hidroxil dels residus de tirosina. L'enzim glucosiltransferasa catalitza la transferència de residus de glucosa, i el donant de residus glucosils és la UDP-glucosa. Cal dir que la glucogenina no és molt específica per al donant, també pot utilitzar UDP-xilosa, CDP-glucosa i TDP-glucosa, però no utilitza ADP-glucosa ni GDP-glucosa. Així, s'acoblen més o menys 8 molècules de uridinadifosfat-glucosa a cada tirosina formant enllaços α(1-4). Generalment no és necessària la participació de la glucogenina, ja que normalment ja hi ha una molècula de glucogen preexistent.
- Una vegada s'ha format la cadena de 8 monòmers de glucosa, l'enzim glucogen sintetasa s'uneix a la cadena de glucoses per tal d'augmentar el nombre d'aquestes. Hi ha dos tipus de glucogen sintetasa en el cos humà, una s'expressa en el múscul esquelètic, la glucogen sintetasa 1, i l'altra s'expressa en el fetge, la glucogen sintetasa 2. L'enzim actua afegint molècules d'uridinadifosfat-glucosa als grups hidroxil del glicogen, creant més enllaços α(1-4).
- Finalment, es creen branques mitjançant un enzim ramificant. Aquest actua tallant petits fragments de la cadena i els insereix en un altre lloc per mitjà d'enllaços α(1-6).

## Utilitats del glicogen
Una de les principals característiques de la glucosa és que, com és un sucre, té una natura hidrosoluble. Això fa molt complicada la seva reserva, ja que afecta a l'equilibri osmòtic de la cèl·lula i podria provocar un desequilibri en aquesta. Una manera de reduir aquest factor osmòtic és guardar la glucosa en forma de glicogen, que redueix el factor osmòtic 1000 vegades respecte al de la glucosa.
Si no tinguéssim glicogen no podríem sobreviure. Això és degut al fet que el nivell de glucosa en sang és d'uns 12g/ml, quantitat que s'esgotaria en un temps aproximat d'unes 2 hores en dejú. El glicogen serveix de reserva de glucosa en aquests casos.

## Regulació de la glicogènesi al cos
La glicogènesi està regulada pels nivells de glucosa i glicogen en sang. A part, aquesta reacció també respon a l'activitat hormonal al cos. Hi ha diferents substàncies que actuen com a enzims que es produeixen al cos sota l'activitat hormonal i ajuden a regular els nivells de glucosa. Aquests són l'adrenalina, la insulina i els ions de calci.

### Adrenalina (Epinefrina)
Els nivells d'adrenalina al cos provoquen la fosforilació de la glicogen sintetasa, la qual cosa fa que aquest enzim s'inactivi i es redueixi la producció de glicogen. Per tant, l'energia demandada i la quantitat d'energia cremades són regulades per tal de fer lloc a una glicogènesi optimitzada.

### Insulina
Fa el procés contrari a l'adrenalina. Aquesta hormona provoca que la glicogen sintetasa passi de la seva forma fosforilada (on està inactiva) a la seva forma desfosforilada (activa). La insulina fa dues funcions diferents: activa la glicogen sintetasa, que controla la velocitat de síntesi del glicogen, i inhibeix la glicogen fosforilasa, que controla la degradació d'aquest.
Gràcies a la insulina es pot reduir el nivell de glucosa en sang fins i tot després d'una ingesta rica en glúcids. La insulina és molt important per a la regulació dels nivells de glucosa en sang. Si no funciona correctament, dona lloc a la diabetis.

### Ions de calci
Alts nivells d'ions de calci actuen com a missatgers secundaris que activen la fosforilasa kinasa, la qual estimula la glicogen fosforilasa i inhibeix la glicogen sintetasa, com l'adrenalina. Això mostra que la inhibició de la glicogen fosforilasa és un mètode efectiu per tractar la diabetis tipus 2. Així doncs, alts nivells d'adrenalina o ions de calci al cos poden provocar alts nivells de glucosa al cos, i això causa un excés de glicogen emmagatzemat al fetge.

### Regulació al·lostèrica
La regulació al·lostèrica és molt important en l'activitat de la glucogen fosforilasa i sintetasa.
- Glucogen Fosforilasa

L'AMP, ATP, i la glucosa-6-fosfat intervenen en la regulació al·lostèrica de la glucogen fosforilasa en el múscul. La glicogen fosforilasa és un enzim que pot estar en dos estats conformacionals diferents: estat T (menys activa, baixa afinitat pel substrat) i estat R (més actiu, alta afinitat pel substrat). La conformació R de l'enzim és causada per la unió al centre al·lostèric d'una molècula d'AMP. Aquesta molècula, que es comporta com activador al·lostèric, es troba en grans quantitats quan l'ATP escasseja. Aquest sistema és molt útil per a la cèl·lula, ja que quan hi ha poca quantitat d'ATP i es necessita més energia, la presència d'AMP promou l'activació catalítica de la glucogen fosforilasa, la qual cosa permet degradar el glucogen de reserva més ràpidament permetent obtenir glucosa per ús energètic. La conformació T s'adquireix per la unió al centre al·lostèric (el mateix que el de l'AMP) d'ATP o glucosa-6-fosfat, que es comporten com inhibidors al·lostèrics. En aquest cas, si hi ha presència abundant d'ATP o glucosa-6-fosfat, la cèl·lula no necessita més energia i, per tant, s'ha d'aturar la degradació de glucogen. La unió al centre al·lostèric d'algun d'aquests dos inhibidors disminueix l'activitat de la glucogen fosforilasa.
- Glucogen Sintetasa

La glucosa-6-fosfat provoca l'activació al·lostèrica de la glucogen sintetasa, realitzant l'efecte oposat al de la glucogen fosforilasa. L'estimulació de la glucogen sintetasa és útil en situacions d'hiperglucèmia.

## Glicogènesi relacionada amb l'esmorzar
El canvi més gran que trobem quant a la producció i emmagatzematge de la glucosa és a l'esmorzar. Durant aquest moment del dia, el nivell de glucosa en sang augmenta fins a arribar a un límit en uns 30-60 minuts aproximadament, moment en què el pàncrees respon estimulant la creació de glicogen, és a dir, estimulant la glicogènesi segregant insulina. El fetge és l'òrgan que més pateix aquestes variacions de glucosa en sang. Aquesta entra gràcies a la proteïna transportadora GLUT2 als hepatòcits. L'increment de concentracions intracel·lulars de glucosa sumat a la variació de la relació insulina/glucagó dona lloc a una inactivació de la glicogen fosforilasa i la consegüent activació de la glicogen sintetasa, per tant, s'afavoreix la glicogènesi. A més a més, altres òrgans i teixits com per exemple el múscul esquelètic, reaccionen a aquesta insulina i permeten el pas de glucosa al seu interior. Així, en termes generals, l'esmorzar no tan sols suposa el pas d'utilitzar greixos a hidrats de carboni, sinó que a més a més es produeix un canvi de l'emmagatzematge de glucosa, ara en forma de glicogen. Tot i això, no tota la glucosa que entra a l'organisme durant l'esmorzar és emmagatzemada, ja que es calcula que tan sols un 25% s'emmagatzema, deixant que l'altre 75% sigui degradada en unes 5 hores.

## Regulació conjunta de la via de la glicogènesi amb la glucogenòlisi
Com s'ha esmentat anteriorment, l'acció hormonal té molta importància a l'hora de regular la via de la glicogènesi. És més, de manera totalment coordinada, l'acció hormonal promou les cascades reguladores que influeixen als enzims que catalitzen la síntesi i degradació de glicogen. Simultàniament, quan activem l'adenilat ciclasa, estem promovent al mateix temps tant l'activació de la degradació del glicogen com la inhibició de la seva síntesi.
Quan es fosforila la glicogen fosforilasa estem activant l'adenilat ciclasa i això es tradueix en la degradació de glicogen. En canvi, quan es fosforila la glicogen sintetasa, estem promovent la seva desactivació i s'atura la síntesi.
En el moment en què l'adrenalina i el glucagó s'uneixen amb el seu receptor provoquen l'activació de l'adenilat ciclasa esmentat anteriorment que alhora, aquesta última proteïna, és l'encarregada de catalitzar el procés de formació d'AMPc a partir d'ATP.
L'AMPc del procés anterior activa la proteïna-cinasa i és llavors quan es desencadena una casada de fosforilacions. La proteïna-cinasa catalitza la fosforilació de glicogen sintetasa convertint-la en inactiva per a la síntesi. Per altra banda, aquesta proteïna-cinasa també és la catalitzadora de la fosforilació de la fosforilasa b cinasa. La fosforilasa b cinasa fosforila a la fosforilasa b fins a obtenir fosforilasa a, que aquesta és activa i s'encarrega de degradar el glicogen.
Com a resultat de l'acció hormonal, l'AMPc format s'encarrega de controlar, mitjançant l'activació de cascades de fosforilacions i de la proteïna-cinasa, la síntesi i degradació del glicogen d'una forma totalment coordinada. Aquest AMPc format a partir d'ATP gràcies a l'adenilat ciclasa dins la cèl·lula és qui controla la síntesi i degradació del glicogen. L'AMPc es degrada a AMP degut a la fosfodiesterasa. Aquest procés produeix un descens de la quantitat d'AMPc i el desencadenament de desfosforilacions per acció de la fosfoproteïna fosfatasa, el qual provoca que els efectes produïts per les fosforilacions s'inverteixin. Les desfosforilacions dels enzims del metabolisme del glicogen són catalitzades per la proteïna fosfatasa que fa que la velocitat de degradació del glicogen disminueixi mentre que al mateix temps accelera la seva síntesi.

## Diferències principals entre glicogènesi, glicogenòlisi i gliconeogènesi
| Glicogènesi                                             | Glicogenòlisi                                            | Gliconeogènesi |
| ------------------------------------------------------- | -------------------------------------------------------- | --- |
| Síntesi de glicogen a partir de glucosa                 | Degradació del glicogen en glucosa                       | Generació de glucosa a partir de substrats carbònics no carbohidrats                                                        |
| Estimulat per l'augment del nivell de glucosa a la sang | Estimulat pel dejuni, exercici, el glucagó, l'epinefrina | Estimulat pels baixos nivells de glucosa, acidosi, glucagó i els glucocorticoides                                           |
| Inhibida per glucagó, epinefrina                        | Inhibida per la insulina                                 | Inhibida per la insulina |
| L'enzim més important és la glucogen sintetasa          | L'enzim més important és la glucogen fosforilasa         | Hi ha 4 enzims clau -Fosfoenol piruvat carboxicinasa, piruvat carboxilasa, fructosa-1, 6-bisfosfatasa i glucosa-6-fosfatasa |
| Es produeix en fetge i múscul                           | Es produeix en fetge i múscul                            | Es produeix en fetge i ronyons                                                                                              |

## Relacions de la glicogènesi amb els diferents òrgans
La síntesi de glicogen té relacions determinades amb diferents òrgans:
- Cor- El cor necessita energia de forma constant per tal de dur la seva feina, bombar la sang per tot el cos, i aquest no pot quedar-se en cap moment sense energia, doncs seria fatal per l'organisme. Tot i que els músculs del cor poden obtenir l'energia d'altres substrats, com per exemple els cossos cetònics, la glucosa té un paper molt important en aquesta energia. Així, com que fins i tot quan ha passat un temps des de l'última ingesta, ha d'haver una reserva de glucosa per a ser utilitzada en aquests casos, reserva que es forma gràcies a la glicogènesi.
- Cervell- El glicogen com a reserva de glucosa, i així, la glicogènesi, tenen una gran importància en el manteniment del cervell, doncs aquest consumeix aproximadament uns 120 grams de glucosa al dia, i no pot obtenir energia de cap altre substrat (tot i que, en cas d'emergència, s'ha trobat que pot utilitzar cossos cetònics per a obtenir energia). Així, és realment important la síntesi d'aquesta reserva de glucosa per tal de mantenir aquest òrgan en funcionament fins i tot en moments de dejú.
- Múscul esquelètic- El procés de glicogènesi també té una gran importància en el teixit muscular, a causa de l'elevada energia que necessita aquest teixit al llarg del dia per tal d'obtenir un correcte funcionament. En fer un esforç físic, aquest necessita una major quantitat d'energia que de normal, i aquesta energia es troba en reserves de glicogen, que seran degradades per tal d'obtenir glucosa.
- Fetge- Després d'una ingesta, la concentració de glucosa en sang pot arribar a ser de 10mmol/L, el doble de concentració que de normal. Així, els hepatòcits queden exposats a elevades concentracions de glucosa, i la fan entrar al seu interior gràcies al receptor GLUT2, amb una velocitat que depèn de les concentracions relatives de glucosa a l'interior i a l'exterior de la cèl·lula. El fetge es converteix doncs en una de les majors reserves de glicogen del cos.

## Malalties relacionades amb la glicogènesi
Les malalties que afecten l'emmagatzematge de glicogen reben el nom de Glucogenosis. Algunes de les malalties més freqüents són:
- Tipus 0: És un tipus de malaltia d'emmagatzematge de glicogen que afecta especialment a l'enzim glucogen sintetasa. Això provoca que en situacions de dejuni es produeixen situacions d'hipoglucèmia, i en conseqüència, s'utilitzen àcids grassos per obtenir energia elevant així la concentració de cossos cetònics.
- Tipus IV o de Andersen: Es caracteritza pel dèficit de l'enzim ramificant. En el període de lactància, els símptomes més característics són l'hepatosplenomegàlia i la cirrosi hepàtica i l'atròfia muscular, a causa de l'acumulació de glicogen sense ramificacions. Els afectats per aquesta malaltia moren al cap de 2 anys per cardiopaties i insuficiències cardíaques.
- Tipus IX: Es caracteritza per la manca de cinasa fosforilasa, que té un paper fonamental en la degradació del glicogen. Els símptomes són hepatomegàlia infantil i retard del creixement.
- Tipus Ia (de von Gierke): És una malaltia hereditària recessiva provocada per la deficiència de l'enzim glucosa-6-fosfat, això causa una greu hipoglucèmia en els infants. També a causa de l'acumulació de glicogen es produeix una hepatomegàlia. Aquest enzim també es troba en els ronyons, l'absència pot provocar fallades renals